# Spilogona wrangeli
Spilogona wrangeli är en tvåvingeart som beskrevs av Willi Hennig 1959. Spilogona wrangeli ingår i släktet Spilogona och familjen husflugor. Inga underarter finns listade i Catalogue of Life.